# Canals (Spanyolország)
Canals település Spanyolországban, Valencia tartományban. Canals L’Alcúdia de Crespins, Aielo de Malferit, Cerdà, La Granja de la Costera, Llanera de Ranes, Montesa, Valencia, L’Olleria, Torrella, Vallés és Xàtiva községekkel határos. Lakosainak száma 13 415 fő (2024).

## Magyar vonatkozása
Canals első ismert birtokosa Magyarországi Dénes volt, aki 1249-ben nyerte el az uradalmat I. Jakab aragóniai királytól. Dénes úrnője, Jolán aragóniai királyné kíséretének tagjaként érkezett az Ibériai félszigetre 1235-ben. Elképzelhető, hogy apja a befolyásos főúr, Apod fia Dénes volt. Dénes lovag végig harcolta a következő éveket Valencia és környékének visszafoglalásáért. Szolgálataiért földbirtokokat kapott – köztük a számára létrehozott Canals uradalmat (señorío) – és Cabrerai Margittal való házassága révén hamarosan a katalán nemesség elitjébe integrálódott. Leszármazottai a Dionís családnevet vették fel, és fegyverrel illetve tanáccsal szolgálták az aragóniai királyokat. Magyarországi Dénes nevét és emlékét ma utca (Carrer Dionís d'Hongria) őrzi Canals városában.

## Népesség
A település népessége az utóbbi években az alábbiak szerint változott:
| Lakosok száma | 13 317 | 13 671 | 13 771 | 13 941 | 14 024 | 13 360 | 13 631 | 13 587 | 13 187 | 13 415 |
|               | 2001   | 2004   | 2007   | 2009   | 2012   | 2014   | 2017   | 2019   | 2022   | 2024   |